# فدراسیون فوتبال قزاقستان
فدراسیون فوتبال قزاقستان (قزاقی: [Қазақстанның Футбол Федерациясы, Qazaqstannıñ fwtbol federacïyası] Error: {{Lang}}: متن دارای نشانه‌گذاری ایتالیک است (راهنما)) نهاد اداره‌کننده مسابقات فوتبال و فوتسال در کشور قزاقستان است.
این فدراسیون که در ۱۹۱۴ تأسیس شده عضو یوفا و فیفا نیز می‌باشد و مقر آن در شهر آلماتی است.
مسابقات لیگ برتر فوتبال قزاقستان، جام حذفی فوتبال قزاقستان و سوپر جام فوتبال قزاقستان زیر نظر این فدراسیون برگزار می‌شود.